# استیونز تی. میسون
استیونز تی. میسون (به انگلیسی: Stevens T. Mason) سناتور سابق عضو حزب دموکرات-جمهوری‌خواه بود. وی در سال ۱۷۹۴ تا ۱۸۰۳ میلادی سناتور ایالت ویرجینیا در سنای ایالات متحده آمریکا بود.